# 基姆薩哈哈山
14°55′13″S 72°53′46″W / 14.92028°S 72.89611°W
基姆薩哈哈山（Kimsa Qaqa），是秘魯的山峰，位於該國南部阿雷基帕大區，由拉烏尼翁省的潘帕馬卡區負責管轄，屬於萬索山脈的一部分，海拔高度5,000米。